# René Bianchi
Pour les articles homonymes, voir René Bianchi (homonymie) et Bianchi.
René Bianchi est un coureur cycliste français, né le 20 mai 1934 à Conflans-sur-Seine (Marne).

## Palmarès
- 1955
  -  Champion de France de la SNCF
  - Paris-Rouen
- 1956
  - Paris-Vailly
  -  Médaille d'argent en poursuite par équipes aux Jeux olympiques d'été de 1956 à Melbourne (avec Jean-Claude Lecante, Jean Graczyk, Michel Vermeulin)
- 1957
  - 2e du championnat de France militaires sur route
- 1958
  - 2e du championnat d'Île-de-France de poursuite
- 1959
  - Champion de France de poursuite